# Andoni Vivanco-Guzmán
Andoni Vivanco-Guzmán (* 15. Oktober 1990 in Getxo) ist ein ehemaliger spanischer Tennisspieler.

## Karriere
Vivanco-Guzmán spielte zwischen 2006 und 2008 auf der ITF Junior Tour und erreichte dort Platz 401 der Junior-Rangliste.
Bei den Profis spielte Vivanco-Guzmán ab 2008 hauptsächlich auf der drittklassigen ITF Future Tour. Im Einzel erreichte er in diesem Jahr das erste Mal ein Halbfinale, während er im Doppel fünfmal das Finale erreichte und seine ersten zwei Titel gewann. In Valencia erhielt er im Doppel zusammen mit Alen Bisevac eine Wildcard fürs Doppel, wodurch er sein einziges Turnier auf der ATP Tour spielte. Gegen die späteren Finalisten Travis Parrott und Filip Polášek unterlagen sie im Match-Tie-Break. Das Jahr 2009 wurde das erfolgreichste von Vivanco-Guzmán. Er erklomm im November mit Platz 408 im Einzel und Platz 307 im Doppel jeweils sein Karrierehoch in der Weltrangliste. Im Einzel zog er in vier Future-Endspiele ein und gewann davon zwei. Im Doppel gewann er drei Future-Titel. In diesem Jahr kam er auch zu einigen Einsätzen auf der höher dotierten ATP Challenger Tour. In Tampere kam er im Einzel zu seinem einzigen Sieg auf diesem Niveau, als er Antonio Veić in der ersten Runde schlug. Auch im Doppel schaffte er zweimal den Sprung in die zweite Runde. Sein bestes Resultat folgte 2010, als Vivanco-Guzmán in San Sebastián das Halbfinale erreichte.
In den folgenden Jahren schaffte er nicht an die Resultate anzuknöpfen. Im Einzel stand er die meiste Zeit außerhalb der Top 600 und auch im Doppel flog er zwischenzeitlich aus den Top 500. 2013 kam Vivanco-Guzman im Doppel nochmal zu einem erfolgreichen Jahr, als er fünf Future-Titel holte und seine Titelsammlung auf 15 erhöhte. Im Einzel hatte er 2010 seinen dritten und letzten Titel gewonnen. Im September 2013 beendete er schließlich seine Karriere.
2018 wurde er der Trainer von Lara Arruabarrena.